# اضطراب اللغة التعبيرية
إن اضطراب اللغة التعبيرية عبارة عن اضطراب في التواصل يواجه المصاب به صعوبات في التعبير اللفظي والمكتوب. وهو خللٌ لغوي خاص يتميز بالقدرة على استخدام لغة تعبيرية منطوقة تُصنّف على أنها تحت المستوى الملائم للعمر الذهني للشخص، ولكن باستيعابٍ للّغة ضمن المستوى الطبيعي. قد يكون هناك مشاكلٌ تخص المفردات، وإنتاج الجمل المركبة، وتذكّر الكلمات,(3)كما يحتمل أن تكون هناك شذوذٌ في النطق. وبالإضافة إلى إنتاج الكلام في الوقت الحاضر والذي غالباً ما يعاني منه المصاب بهذا الاضطراب، فإنه سيواجه صعوبة في تذكّر الأشياء. وتؤثر هذه المشكلة التي تحدث للذاكرة على الكلام فقط, أما الذاكرة غير اللفظية أو التي لا تعتمد على اللغة فإنها لا تتأثر.
يؤثر اضطراب اللغة التعبيرية على العمل والدراسة بطرقٍ متعددة. وعادةً ما يتم علاجه بواسطة معالجة نطق خاصة، ولا يُتوقّع عادةً أن يُشفى منه الشخص دون علاج.
و يتعين على من يرعى المصابين بهذا الاضطراب أن يُفرقوا بينه وبين غيره من اضطرابات التواصل والخلل في الأعصاب الحسية والحركية، والإعاقة الفكرية والحرمان البيئي(انظر DSM-IV-TR- المعيار د). هذه العوامل تؤثر على كلام الشخص وكتابته إلى مدى متوقع محدود، وباختلافاتٍ محددة.

## لقراءة المزيد عن الموضوع
- Caultield, M. B., Fischel, J. E., DeBaryshe, B. D., & Whitehurst, G. J. (1989). Behavioral correlates of developmental expressive language disorder. Journal of Abnormal Child Psychology, 17(2), 187-201.